# Xinhong, Inre Mongoliet
Xinhong (kinesiska: 新红, 新红乡) är en socken i Kina. Den ligger i den autonoma regionen Inre Mongoliet, i den norra delen av landet, omkring 77 kilometer söder om regionhuvudstaden Hohhot.
Genomsnittlig årsnederbörd är 639 millimeter. Den regnigaste månaden är juli, med i genomsnitt 194 mm nederbörd, och den torraste är januari, med 3 mm nederbörd.